# Argentinská fotbalová reprezentace do 20 let
Argentinská fotbalová reprezentace do 20 let reprezentuje Argentinu na mezinárodních turnajích, jako je Mistrovství světa ve fotbale hráčů do 20 let.

## Mistrovství světa
| Rok    | Účast                                            | Soupisky |
| ------ | ------------------------------------------------ | -------- |
| 1977   | nekvalifikovali se                               |          |
| 1979   | Zlatá medaile                                    |          |
| 1981   | Nepostoupili ze skupiny                          |          |
| 1983   | Stříbrná medaile                                 |          |
| 1985   | nekvalifikovali se                               |          |
| 1987   | nekvalifikovali se                               |          |
| 1989   | Vyřazení ve čtvrtfinále Brazílií                 |          |
| 1991   | Nepostoupili ze skupiny                          |          |
| 1993   | nekvalifikovali se                               |          |
| 1995   | Zlatá medaile                                    |          |
| 1997   | Zlatá medaile                                    |          |
| 1999   | Vyřazení v osmifinále Mexikem                    |          |
| 2001   | Zlatá medaile                                    |          |
| 2003   | Vyřazení v semifinále Brazílií                   |          |
| 2005   | Zlatá medaile                                    |          |
| 2007   | Zlatá medaile                                    |          |
| 2009   | nekvalifikovali se                               |          |
| 2011   | Vyřazení ve čtvrtfinále Portugalskem             |          |
| 2013   | nekvalifikovali se                               |          |
| 2015   | nepostoupili ze skupiny                          |          |
| 2017   | nepostoupili ze skupiny                          |          |
| 2019   | Vyřazení v osmifinále Mali                       |          |
| 2021   | zrušeno                                          |          |
| Celkem | účast – 16× zlato – 6×, stříbro – 1×, bronz – 0× |          |